# Odostomia convexa
Odostomia convexa är en snäckart. Odostomia convexa ingår i släktet Odostomia och familjen Pyramidellidae. Inga underarter finns listade i Catalogue of Life.